# ديفيد روب (لاعب كرة قدم)
ديفيد روب (بالإنجليزية: David Robb)‏ (18 فبراير 1903 في المملكة المتحدة - 1 يوليو 1992 في المملكة المتحدة) هو لاعب كرة قدم بريطاني (وحمل سابقاً جنسية المملكة المتحدة لبريطانيا العظمى وأيرلندا) في مركز نصف الجناح. لعب مع نادي تشيسترفيلد ونادي دندي وWigan Borough F.C. ‏ وNew Brighton A.F.C. ‏ ونادي اربوراث.

## وصلات خارجية
- ديفيد روب على موقع قاعدة بيانات كرة القدم.إي يو (الإنجليزية)